# Championnats d'Asie de boxe amateur 1963
Navigation
Édition suivante
La 1re édition des championnats d'Asie de boxe amateur s'est déroulée à Bangkok, en Thaïlande, en 1963. 

## Résultats

### Podiums
| Catégories                    | Or                  | Argent                 |
| Poids mi-mouches (-48 kg)     | Cho Tong Kee        | Winston van Cuylenburg |
| Poids mouches (-51 kg)        | Nasser Aghai        | Masao Karasawa         |
| Poids coqs (-54 kg)           | Arnulfo Torrevillas | Lee Wan Suk            |
| Poids plumes (-57 kg)         | Tun Tin             | Suk Chon Koo           |
| Poids légers (-60 kg)         | Kanemaru Shiratori  | Rodolfo Arpon          |
| Poids super-légers (-63,5 kg) | Niyom Prasertson    | Takatsugu Yonekura     |
| Poids welters (-67 kg)        | Kichimiro Hamada    | Kim In Han             |
| Poids super-welters (-71 kg)  | Koji Matsuda        | Salamix Khoman         |
| Poids moyens (-75 kg)         | Sultan Mahmoud      | Tariverdi              |
| Poids mi-lourds (-81 kg)      | Ali Barkat          | Khogini                |
| Poids lourds (+81 kg)         | Abdul Rehman        | Chalie Wijantamani     |

### Tableau des médailles
| Place | Pays             | Médaille d'or, Asie | Médaille d'argent, Asie | Total |
| ----- | ---------------- | ------------------- | ----------------------- | ----- |
| 1     | Japon            | 3                   | 2                       | 5     |
| 2     | Pakistan         | 3                   | 1                       | 4     |
| 3     | Corée du Sud     | 1                   | 3                       | 4     |
| 4     | Iran             | 1                   | 2                       | 3     |
| 5     | Philippines      | 1                   | 1                       | 2     |
| 5     | Thaïlande        | 1                   | 1                       | 2     |
| 7     | Birmanie         | 1                   | 0                       | 1     |
| 8     | Sri Lanka        | 0                   | 1                       | 1     |
| Total | 8 pays médaillés | 11                  | 11                      | 22    |